# だっくす
『だっくす』は、大雪師走の漫画である。白泉社『メロディ』、『別冊花とゆめ』に1997年から断続的に連載された。単行本は白泉社ジェッツコミックスより、全2巻。

## 概要
いやしんぼで悪知恵の働くダックスフント、だっくすが、放浪先や自宅の中で起こす珍騒動を描く。

## 登場人物
だっくす
田村家に飼われているダックスフント。放浪癖があり、一週間ぐらい家に帰らないこともしばしば。放浪先では、見ず知らずの人の家でさえも自分の家であるかのように堂々と入って勝手にエアコンを付けるなど、図々しい振る舞いをする。悪知恵が働く上に手先が非常に器用で、周りに居る人々を悪戯でしょっちゅう困らせている。また、人間の言葉を理解しているようであり、しばしば突っ込みを入れることも。好物はラーメンで、寒い日は味噌ラーメン、夏は素麺が良いらしい。
田村浩（お父さん）
田村家の長であり、だっくすの飼い主である浩一の父。田村家の中では、だっくすの悪戯の一番の標的となっており、だっくすに対してはあまり良い感情を抱いていないが、だっくすのことを家族の一員として認めている。前頭部が禿げているのを気にしている。
田村浩一
田村家の長男。高校生。だっくすの飼い主であり、汚れた状態で帰って来ただっくすを洗ってやったり、だっくすを「駄犬」呼ばわりした浩をこらしめてやろうとするなど、飼い主として優しい一面を伺わせる。小遣いは月に千円だが少な過ぎると思っている。長髪であり、本人曰く、顔立ちと髪の毛の質は母親似とのこと。
田村学
田村家の次男。女の子の様な風貌を持ち、料理を得意としたり、すぐ泣いてしまったりするなど、外見だけでなく性格も女っぽい。家族思いの心優しい少年で、人の悪口などは全く言わない。また、一か月分の食費が入った財布を落としてしまったなど、どじな一面もある。